# Secrétaire d'État adjoint des États-Unis
Le secrétaire d'État adjoint des États-Unis (en anglais : United States Deputy Secretary of State) est le deuxième personnage dans l'ordre protocolaire du département d'État des États-Unis, après le secrétaire d'État.

## Historique
Le poste, sous sa forme actuelle, est créé en 1972. Il reprend les missions exercées, depuis 1919, par le sous-secrétaire d'État, qui lui-même succède au secrétaire d'État assistant des États-Unis. La principale innovation survient avec l'arrivée de Hillary Clinton à la tête du département d'État, qui annonce le 23 décembre 2008 nommer également un secrétaire d'État adjoint pour la gestion et les ressources, responsable des questions budgétaires. Celui-ci se place ex aequo deuxième dans l'ordre protocolaire.

## Mission
Le secrétaire d'État adjoint est le principal adjoint et conseiller du secrétaire d'État des États-Unis, dont il assure l'intérim en cas de vacance du poste. Il assiste le secrétaire d'État dans la définition et la conduite de la politique étrangère des États-Unis et assure la supervision et la direction générale de tous les éléments du département d'État.
Ses missions et fonctions varient beaucoup au cours des années.

## Titulaires
| Titulaire                 | Dates             | Dates             | Président                 | Secrétaire d'État                     |
| ------------------------- | ----------------- | ----------------- | ------------------------- | ------------------------------------- |
| John N. Irwin, II         | 13 juillet 1972   | 1er février 1973  | Richard Nixon             | William P. Rogers                     |
| Kenneth Rush              | 2 février 1973    | 29 mai 1974       | Richard Nixon             | William P. Rogers Henry Kissinger     |
| Robert S. Ingersoll       | 10 juillet 1974   | 31 mars 1976      | Richard Nixon Gerald Ford | Henry Kissinger                       |
| Charles W. Robinson       | 9 avril 1976      | 20 janvier 1977   | Gerald Ford               | Henry Kissinger                       |
| Warren Christopher        | 26 février 1977   | 16 janvier 1981   | Jimmy Carter              | Cyrus Vance Edmund Muskie             |
| William P. Clark          | 25 février 1981   | 9 février 1982    | Ronald Reagan             | Alexander Haig                        |
| Walter John Stoessel, Jr. | 11 février 1982   | 22 septembre 1982 | Ronald Reagan             | Alexander Haig George P. Shultz       |
| Kenneth W. Dam            | 23 septembre 1982 | 15 juin 1985      | Ronald Reagan             | George P. Shultz                      |
| John C. Whitehead         | 9 juillet 1985    | 20 janvier 1989   | Ronald Reagan             | George P. Shultz                      |
| Lawrence Eagleburger      | 20 janvier 1989   | 19 août 1992      | George H. W. Bush         | James Baker                           |
| Clifton R. Wharton, Jr.   | 27 janvier 1993   | 8 novembre 1993   | Bill Clinton              | Warren Christopher                    |
| Strobe Talbott            | 22 février 1994   | 19 janvier 2001   | Bill Clinton              | Warren Christopher Madeleine Albright |
| Richard Armitage          | 26 mars 2001      | 22 février 2005   | George W. Bush            | Colin Powell Condoleezza Rice         |
| Robert Zoellick           | 22 février 2005   | 7 juillet 2006    | George W. Bush            | Condoleezza Rice                      |
| John Negroponte           | 13 février 2007   | 19 janvier 2009   | George W. Bush            | Condoleezza Rice                      |
| Jim Steinberg             | 28 janvier 2009   | 28 juillet 2011   | Barack Obama              | Hillary Clinton                       |
| William Joseph Burns      | 28 juillet 2011   | 3 novembre 2014   | Barack Obama              | Hillary Clinton John Kerry            |
| Wendy Sherman (intérim)   | 3 novembre 2014   | 9 janvier 2015    | Barack Obama              | John Kerry                            |
| Antony Blinken            | 9 janvier 2015    | 20 janvier 2017   | Barack Obama              | John Kerry                            |
| Thomas Shannon (intérim)  | 1er février 2017  | 24 mai 2017       | Donald Trump              | Rex Tillerson                         |
| John J. Sullivan          | 24 mai 2017       | 20 décembre 2019  | Donald Trump              | Rex Tillerson Mike Pompeo             |
| Stephen Biegun            | 21 décembre 2019  | 20 janvier 2021   | Donald Trump              | Mike Pompeo                           |
| Wendy Sherman             | 21 avril 2021     | 29 juillet 2023   | Joe Biden                 | Antony Blinken                        |
| Victoria Nuland (intérim) | 29 juillet 2023   | 12 février 2024   | Joe Biden                 | Antony Blinken                        |
| Kurt M. Campbell          | 12 février 2024   | 20 janvier 2025   | Joe Biden                 | Antony Blinken                        |
| Christopher Landau        | 25 mars 2025      | en cours          | Donald Trump              | Marco Rubio                           |

### Source
- (en) Cet article est partiellement ou en totalité issu de l’article de Wikipédia en anglais intitulé « United States Deputy Secretary of State » (voir la liste des auteurs).